# Franciszek Bolemir Kwiet
Franciszek Bolemir Kwiet (ur. 11 kwietnia 1825 w Taborze – zm. 18 lipca 1864 w Warszawie) – czeski slawista, filozof, poeta i tłumacz, profesor nadzwyczajny warszawskiej Szkoły Głównej.
W 1844 roku ukończył studia na Wydziale Filozoficznym Uniwersytetu Karola w Pradze, a w 1852 roku obronił doktorat z filozofii w Giessen (w 1858 roku obronił doktorat z filozofii na macierzystej uczelni). Następnie był wychowawcą synów księcia Jana z Lobkowic i nauczycielem Gimnazjum Staromiejskiego w Pradze. w 1862 roku został lektorem języka czeskiego w warszawskiej Szkole Głównej, gdzie niebawem awansowano go na stanowisko profesora nadzwyczajnego. Wkrótce potem opublikował w Tygodniku Ilustrowanym życiorys Jana Žižki. Zmarł na gruźlicę w Warszawie, krótko przed planowanym wyjazdem na leczenie do Czech.

## Dorobek naukowy
Pozostawił po sobie m.in. trzytomowy cykl wykładów z językoznawstwa słowiańskiego, opracowania na temat historii poezji czeskiej, wspomniany już życiorys Jana Žižki, komentarze do dzieł Gottfrieda Wilhelma Leibniza i Jana Ámosa Komenský’ego, tłumaczenia dzieł Cycerona i własne poezje łacińskie.